# Joe Gomez
Joseph David Gomez (Catford, 1997. május 23. –) angol korosztályos válogatott labdarúgó, aki jelenleg a Liverpool játékosa. Bajnokok Ligája győztes.

## Pályafutása

### Charlton Athletic
A csapat U18-as csapatában debütálhatott, mindössze 13 évesen. Annak ellenére, hogy sok más érdeklődője is volt itt írta alá első profi szerződését 2014-ben. A felnőtt csapatban 2014. augusztus 12-én lépett először pályára a Colchester United elleni 4-0-s Liga Kupa győzelem alkalmával. Egy héttel később pedig a bajnokságban is bemutatkozhatott a Derby County ellen. Gomez a szezon hátralévő részében rendszeres játéklehetőséghez jutott, elsősorban jobbhátvédként, de az ő kedveltebb posztján, középhátvédként is. Tehetsége több nagy klub figyelmét is felkeltette, így a nyári átigazolási időszakban csapatot is váltott.

### Liverpool
2015 Június 20-án aláírt a Liverpool FC-vel egy  ötéves  szerződést. Új menedzsere Brendan Rodgers egyből játéklehetőséghez is juttatta augusztus 9-én a nyitófordulóban. Az ellenfél a Stoke City csapata volt és az egész meccset végigjátszva 1-0-s sikert ért el csapatával. Az elkövetkező fordulókban is rendszeresen pályára léphetett, azonban Október 13-án elülső keresztszalag sérülést szenvedett az U21-es válogatott edzésén, így véget ért a szezonja.

## Statisztika
2019. április 17. állapot szerint.
| Klub              | Szezon           | Bajnokság        | Bajnokság | Bajnokság | Kupa  | Kupa | Ligakupa | Ligakupa | Nemzetközi | Nemzetközi | Összesen | Összesen |
| Klub              | Szezon           | Osztály          | Mérk.     | Gól       | Mérk. | Gól  | Mérk.    | Gól      | Mérk.      | Gól        | Mérk.    | Gól      |
| ----------------- | ---------------- | ---------------- | --------- | --------- | ----- | ---- | -------- | -------- | ---------- | ---------- | -------- | -------- |
| Charlton Athletic | 2014–15          | Championship     | 21        | 0         | 1     | 0    | 2        | 0        | —          | —          | 24       | 0        |
| Charlton Athletic | Összesen         | Összesen         | 21        | 0         | 1     | 0    | 2        | 0        | 0          | 0          | 24       | 0        |
| Liverpool         | 2015–16          | Premier League   | 5         | 0         | 0     | 0    | 0        | 0        | 2          | 0          | 7        | 0        |
| Liverpool         | 2016–17          | Premier League   | 0         | 0         | 3     | 0    | 0        | 0        | —          | —          | 3        | 0        |
| Liverpool         | 2017–18          | Premier League   | 23        | 0         | 1     | 0    | 1        | 0        | 6          | 0          | 31       | 0        |
| Liverpool         | 2018–19          | Premier League   | 13        | 0         | 0     | 0    | 0        | 0        | 6          | 0          | 19       | 0        |
| Liverpool         | Összesen         | Összesen         | 41        | 0         | 4     | 0    | 1        | 0        | 14         | 0          | 60       | 0        |
| Karrier összesen  | Karrier összesen | Karrier összesen | 62        | 0         | 5     | 0    | 3        | 0        | 14         | 0          | 84       | 0        |

## Sikerei, díjai

### Válogatott
- Anglia U17
  - U17-es labdarúgó-Európa-bajnokság: 2014

### Egyéni
- U17-es labdarúgó-Európa-bajnokság álomcsapat tagja: 2014
- Charlton Athletic Év fiatal játékosa: 2014-15

## További Információk
- Joe Gomez pályafutásának statisztikái a Soccerbase oldalon (angolul)

- Transfermarkt profil